# 徳川駅 (平安南道)
徳川駅（トクチョンえき）は朝鮮民主主義人民共和国平安南道徳川市にある、朝鮮民主主義人民共和国鉄道省平徳線および西倉線の駅。

## 隣の駅
朝鮮民主主義人民共和国鉄道省
平徳線
南徳川駅 - 徳川駅 - 郷元駅
西倉線
徳川駅 - 西徳川駅